# MG-451
A MG-451 é uma rodovia brasileira do estado de Minas Gerais. Por sua característica, é considerada uma rodovia de ligação.